# Manacus manacus
El saltarín barbiblanco (en Colombia) (Manacus manacus), también denominado bailarín blanco (en Argentina y Paraguay), saltarín de barba blanca (en Perú), saltarín maraquero (en Venezuela) o matraquero blanco, es una especie de ave paseriforme de la familia Pipridae perteneciente al género Manacus. Es nativo de América del Sur.

## Distribución y hábitat
Se extienden por América del Sur, en poblaciones disjuntas: por la cuenca del Amazonas, Guyana, Surinam, Guayana francesa, inclusive Trinidad, y el drenaje del río Orinoco en Venezuela, también el oriente de Colombia, este de Ecuador, norte del Perú, norte de Bolivia y norte y centro oeste de Brasil; al oeste de los Andes, en la costa del Pacífico de Ecuador, con el suroeste de Colombia; por la costa e interior occidental de Venezuela con el noroeste de Colombia; y al sureste de Brasil, con las regiones interiores limítrofes del este de Paraguay y extremo noreste de Argentina. Está ausente en un área al suroeste de la cuenca del Amazonas, a unos 2200 kilómetros de la región del río Purús, en el suroeste del estado de Amazonas.
Esta especie es ampliamente diseminada y a menudo común en sus hábitats naturales: el denso sotobosque de bordes de selvas y bosques húmedos tropicales y subtropicales, generalmente abajo de los 1000 m s. n. m. de altitud, hasta los 1900 m en Colombia.

## Descripción
Al igual que otros saltarines, el saltarín barbiblanco es un ave pequeña, de cola corta, por lo general mide 11 cm de longitud y su peso es de 17 g. El iris es pardo; el pico, con maxilar negro y mandíbula gris azulada, gris o parda; el tarso y dedos son anaranjados o amarillo anaranjado; el macho adulto tiene la corona, la parte superior de las alas, espalda y cola negras, rabadilla gris, las plumas de la garganta, que los machos en exhibición expanden como una “barba”, y el collar nucal son blancos, más grisáceo hacia abajo. El ancho del collar nucal y el color del ábdomen varían geográficamente entre gris y blanco.
Las hembras y los jóvenes macho son de color verde oliva y se asemejan a las hembras del saltarín cabecidorado Ceratopipra erythrocephala, pero tienen patas anaranjadas. La raza endémica de Trinidad, el Manacus manacus trinitatis es más grande que las aves del continente, y la hembra tiene las partes inferiores de color amarillo.

## Comportamiento
Son aves inconspícuas; cuando están fuera de sus leks, usualmente andan solos, en árboles fructíferas, donde pueden juntarse varios individuos.

### Alimentación
El saltarín barbiblanco vuela en busca de frutas e insectos. Su dieta es poco conocida, excepto en Trinidad y en la Guayana francesa, en estas regiones fueron reportadas más de cien especies de frutas en su dieta, principalmente Melastomataceae (47 -65 % de todas las frutas), pero también Euphorbiaceae, Moraceae, y Rubiaceae. En el sureste de Brasil otras frutas en su dieta incluyen especies de Ulmaceae, Meliaceae, Burseraceae, Araliaceae, y Amaranthaceae.
El tipo de artrópodos consumidos es bien menos conocido, pero incluye arañas, Coleoptera, Diptera, hormigas, Hemiptera, avispas, y termitas. Se informa que el saltarín barbiblanco sigue regularmente regueros de hormigas legionarias.

### Reproducción

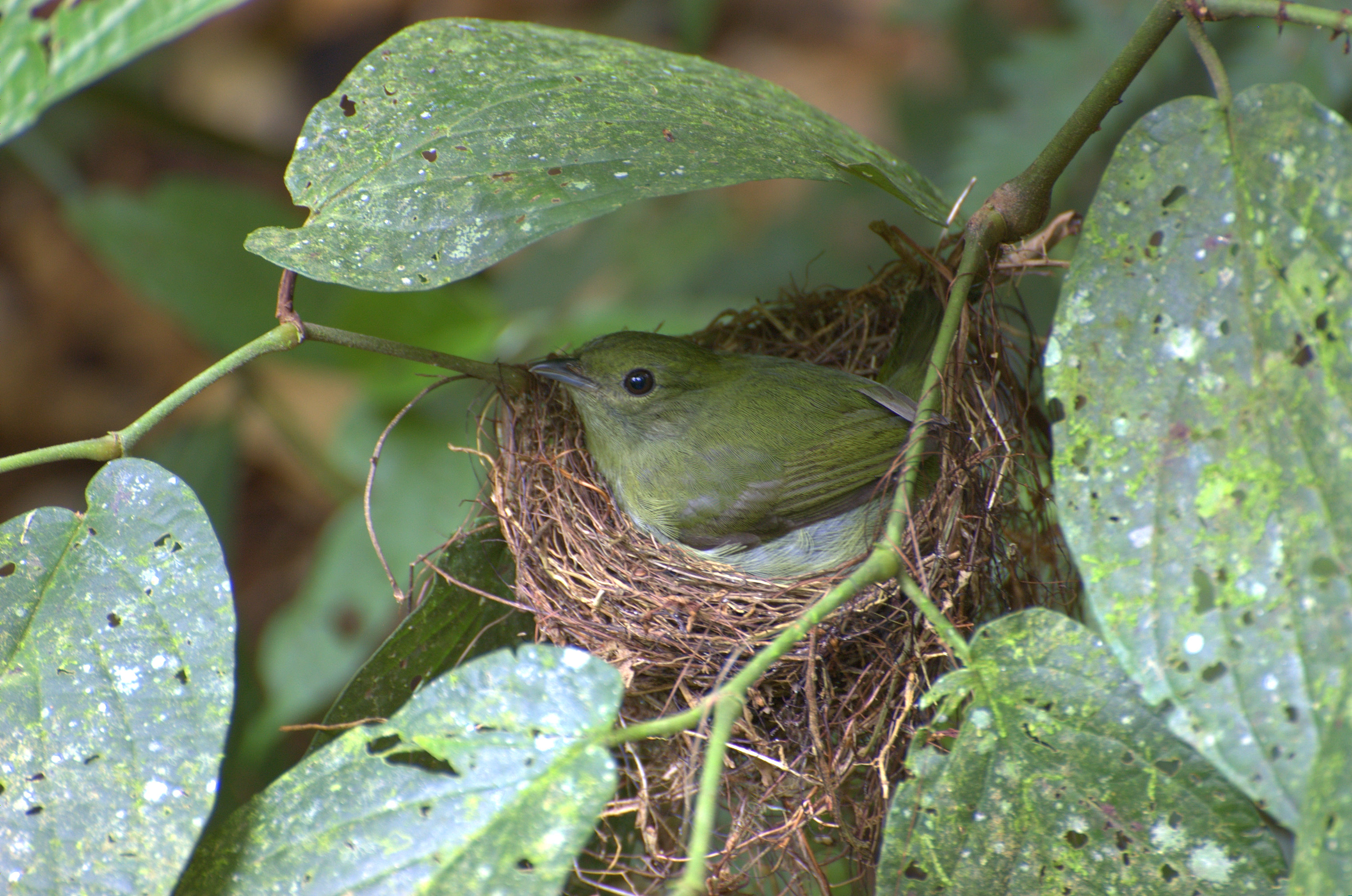
Una hembra en su nido en Ubatuba, São Paulo, Brasil.

La hembra construye un nido en forma de cuenco poco profundo en las ramas de los árboles, pone dos huevos blancos o marrón moteado, y únicamente la hembra los incuba en durante unos 18 a 19 días. y los polluelos se mantendrán en el nido 13 a 15 días más. Los polluelos son alimentados principalmente de frutos regurgitados con algunos insectos.
El macho saltarín barbiblanco tiene una reproducción curiosa ya que realizan la parada nupcial en un lek comunal. Cada macho limpia un pedazo de suelo de los bosques de tierra descubierta, y se posa sobre un palo. La exhibición se compone de saltos rápidos entre los palos y el suelo, acompañados de un chasquido fuerte con las ala, un zumbido de las alas, y una llamada que suena “chi-pu”. Grupos de hasta 70 aves pueden actuar juntas, los “leks” más grandes están en Trinidad.

### Vocalización
Aparte de la exhibición de zumbidos y canto, el saltarín barbiblanco emite una gran variedad de llamadas, incluyendo una trino musical que suena «piiurr».

## Sistemática

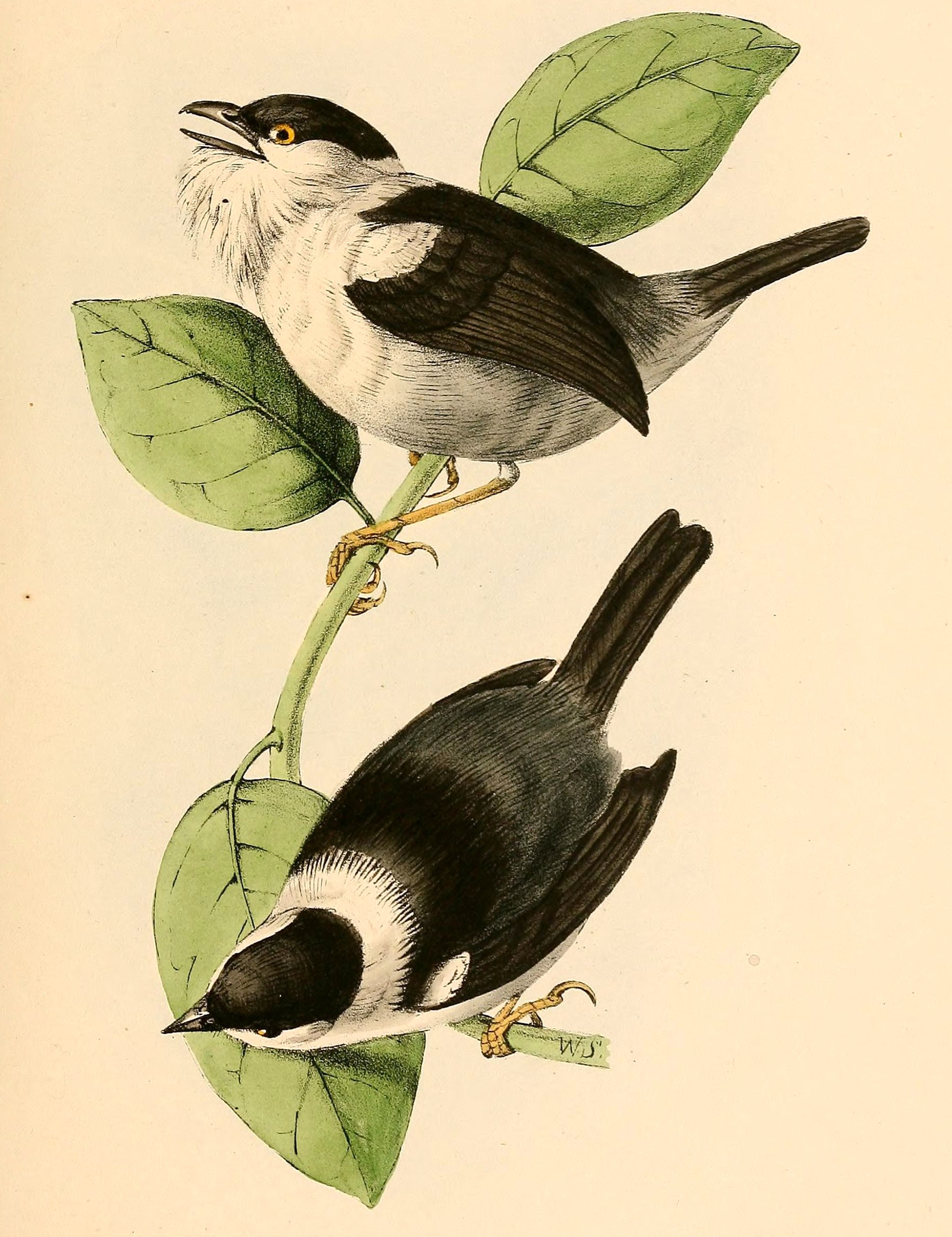
Manacus manacus, ilustración en Swainson en A selection of the birds of Brazil and México, 1841.

### Descripción original
La especie M. manacus fue descrita por primera vez por el naturalista sueco Carlos Linneo en 1766 bajo el nombre científico Pipra manacus; la localidad tipo es «Surinam».

### Etimología
El nombre genérico masculino «Manacus» y el mismo nombre de la especie, es una latinización del nombre holandés «manekken, manakin» que significa ‘pequeña cosa bonita’, y el nombre utilizado en Surinam para designar las aves de esta familia.

### Taxonomía
Las cuatro especies de este género ya fueron tratadas como conespecíficas como Manacus manacus, pero las significativas diferencias morfológicas y las evidencias genéticas justifican la separación. La presente especie hibrida con Manacus vitellinus en Colombia, en el bajo valle del Cauca. Casi todas las variaciones geográficas son probablemente clinales, y algunas de las subespecies descritas tal vez no sean válidas; sería deseable una amplia revisión taxonómica.

### Subespecies
Según las clasificaciones del Congreso Ornitológico Internacional (IOC) y Clements Checklist/eBird,  se reconocen quince subespecies, con su correspondiente distribución geográfica:
- Manacus manacus abditivus Bangs, 1899 - norte de Colombia (región de Santa Marta, bajo valle del Cauca, bajo y medio valle del Magdalena).
- Manacus manacus flaveolus Cassin, 1851 - alto valle del Magdalena (centro de Colombia).
- Manacus manacus bangsi Chapman, 1914 - suroeste de Colombia (al sur desde el suroeste de Cauca) y extremo noroeste de Ecuador (norte de Esmeraldas, Imbabura).
- Manacus manacus leucochlamys Chapman, 1914 - noroeste y oeste de Ecuador (oeste de Esmeraldas y Pichincha al sur hasta el norte de Guayas).
- Manacus manacus maximus Chapman, 1924 - suroeste de Ecuador (este de Guayas y extremo oeste de Chimborazo al sur hasta el oeste de Loja) y extremo noroeste del Perú (Tumbes).
- Manacus manacus interior Chapman, 1914 - noroeste y centro sur de Venezuela, Colombia al este de los Andes, este de Ecuador, noreste del Perú, y noroeste de Brasil (en el alto río Negro).
- Manacus manacus trinitatis (Hartert, 1912) - Trinidad.
- Manacus manacus umbrosus Friedmann, 1944 - área limitada en el sur de Venezuela en el centro de Amazonas.
- Manacus manacus manacus (Linnaeus, 1766) - las Guayanas, sur de Venezuela (región del río Casiquiare, en el sur de Amazonas), y noreste de Brasil al norte del bajo río Amazonas.
- Manacus manacus expectatus Gyldenstolpe, 1941 - oeste de Brasil (río Juruá), posiblemente en el adyacente noreste del Perú (este de Loreto).
- Manacus manacus subpurus Cherrie & Reichenberger, 1923 - centro sur de Brasil.
- Manacus manacus purus Bangs, 1899 - margen sur del bajo Amazonas en Brasil (río Madeira probablemente hasta la orilla izquierda del Xingu).
- Manacus manacus longibarbatus J.T. Zimmer, 1936 - margen sur del bajo Amazonas en Brasil (margen derecha del Xingu hacia el este hasta la margen derecha del Tocantins).
- Manacus manacus purissimus Todd, 1928 - este de Brasil desde la margen derecha del Tocantins al este hasta Maranhão.
- Manacus manacus gutturosus (Desmarest, 1806) - este y sureste de Brasil (Alagoas, Bahía y Minas Gerais hacia el sur hasta el extremo sureste de Mato Grosso, Santa Catarina y extremo norte de Río Grande del Sur), sureste de Paraguay y extremo noreste de Argentina (Misiones).